# 琴鳳圭史
琴鳳 圭史（ことおおとり よしふみ、1983年5月27日 - ）は、島根県出雲市出身で佐渡ヶ嶽部屋に所属していた元大相撲力士。本名は青木 圭史（あおき よしふみ）。現役時代の体格は身長177cm、体重128kg、血液型はA型。自己最高位は東幕下40枚目（2012年7月場所）。

## 来歴
地元の中学校を卒業した後、佐渡ヶ嶽部屋に入門し、1999年3月場所で初土俵。四股名は本名と同じ「青木」。同期入門には幕下付出入門の琴光喜、高見盛、濵錦の他、若荒雄、千代白鵬、霧の若らがいる。
番付に初めて名前が載った翌5月場所から「琴社」に四股名を改め、翌7月場所では序二段に昇格。しかし序二段で苦労し、ようやく三段目に昇格できた2001年9月場所も休場を余儀なくされた。復帰場所の2002年1月場所は再び序ノ口から出直しとなったが、同年5月場所中にまた負傷し途中休場、翌7月場所も怪我が治らず公傷休場となった。同年9月場所で復帰した後も三段目には戻れず序二段での土俵が続いたが、師匠（第53代横綱・琴櫻）が停年退職を迎える2005年になってようやく調子が戻り、1月場所は序二段の優勝次点、続く3月場所も2勝3敗から三段目力士相手に2連勝として、翌5月場所では三段目に復帰した。
しかし復帰したのも束の間、同年9月場所は再び全休となり、師匠停年の11月場所は序二段で迎えることとなってしまった。師匠が元関脇・琴ノ若に代替わりした後、2006年5月場所から「琴鳳」の四股名に改める。すると同年11月場所からは三段目に定着するようになった。また、2008年頃より花相撲での初切を琴大信とのコンビで担当するようになる。その琴大信が引退して相棒がいなくなると初切から退いたが、2017年の春巡業では弓取式を担当した。
2011年5月技量審査場所では西三段目15枚目で4勝3敗と勝ち越したため、翌7月場所では幕下に昇進。初土俵から所要73場所というスロー出世だった。2012年5月場所には幕下で初めての勝ち越しも決めている。通算6場所目の幕下在位となった2014年5月場所は敢え無く7戦全敗を喫し、翌7月場所は西三段目18枚目まで後退。2019年1月場所では1番目の相撲が組まれていた2日目の朝に階段から転落して足の甲を骨折し休場、不戦敗を喫したが、同場所限りでの引退が決まっていたため13日目の7番相撲のみ強行出場した。
現在はお相撲さんドットコムに所属。各種イベントで海外ロケなども行う。
略歴
- 初土俵：1999年3月場所
- 序ノ口：1999年5月場所
- 序二段：1999年7月場所
- 三段目：2001年9月場所
- 幕下：2011年7月場所

## 主な成績
- 通算成績：402勝387敗37休（119場所）
- 幕下成績：12勝30敗（6場所）

### 場所別成績
| | 一月場所 初場所（東京）   | 三月場所 春場所（大阪） | 五月場所 夏場所（東京） | 七月場所 名古屋場所（愛知） | 九月場所 秋場所（東京） | 十一月場所 九州場所（福岡） |
| --- | ------------------------- | ----------------------- | ----------------------- | --------------------------- | ----------------------- | --------------------------- |
| 1999年 （平成11年） | x                         | （前相撲）              | 西序ノ口31枚目 4–3      | 東序二段163枚目 5–2         | 東序二段114枚目 1–6     | 東序二段141枚目 3–4         |
| 2000年 （平成12年） | 西序ノ口6枚目 5–2         | 西序二段101枚目 3–4     | 東序二段119枚目 5–2     | 西序二段71枚目 3–4          | 東序二段89枚目 3–4      | 西序二段105枚目 6–1         |
| 2001年 （平成13年） | 西序二段25枚目 3–4        | 西序二段38枚目 3–4      | 東序二段58枚目 5–2      | 東序二段19枚目 4–3          | 西三段目98枚目 0–0–7    | 東序二段58枚目 0–0–7        |
| 2002年 （平成14年） | 西序ノ口5枚目 6–1         | 東序二段45枚目 3–4      | 西序二段63枚目 2–2–3    | 西序二段90枚目 0–0–7        | 西序二段90枚目 4–3      | 西序二段63枚目 4–3          |
| 2003年 （平成15年） | 西序二段41枚目 4–3        | 東序二段21枚目 2–5      | 西序二段51枚目 3–4      | 西序二段70枚目 5–2          | 西序二段26枚目 4–3      | 東序二段5枚目 2–5           |
| 2004年 （平成16年） | 東序二段33枚目 4–3        | 西序二段12枚目 3–4      | 西序二段29枚目 3–4      | 西序二段48枚目 3–4          | 東序二段70枚目 4–3      | 東序二段47枚目 3–4          |
| 2005年 （平成17年） | 西序二段73枚目 6–1        | 西序二段2枚目 4–3       | 西三段目83枚目 5–2      | 東三段目52枚目 1–6          | 東三段目89枚目 0–0–7    | 西序二段49枚目 5–2          |
| 2006年 （平成18年） | 東序二段9枚目 4–3         | 東三段目90枚目 3–4      | 西序二段8枚目 5–2       | 西三段目74枚目 2–5          | 西序二段筆頭 5–2        | 西三段目68枚目 2–5          |
| 2007年 （平成19年） | 西三段目94枚目 5–2        | 東三段目62枚目 4–3      | 西三段目44枚目 3–4      | 東三段目53枚目 4–3          | 東三段目37枚目 1–6      | 東三段目71枚目 4–3          |
| 2008年 （平成20年） | 東三段目53枚目 5–2        | 東三段目26枚目 4–3      | 東三段目11枚目 2–5      | 西三段目38枚目 4–3          | 西三段目22枚目 2–5      | 東三段目42枚目 4–3          |
| 2009年 （平成21年） | 東三段目26枚目 2–5        | 西三段目52枚目 4–3      | 東三段目37枚目 3–4      | 西三段目55枚目 3–4          | 西三段目74枚目 4–3      | 西三段目54枚目 4–3          |
| 2010年 （平成22年） | 東三段目40枚目 4–3        | 西三段目26枚目 5–2      | 西三段目筆頭 3–4        | 西三段目14枚目 3–4          | 東三段目31枚目 3–4      | 東三段目46枚目 4–3          |
| 2011年 （平成23年） | 東三段目29枚目 4–3        | 八百長問題 により中止   | 西三段目15枚目 4–3      | 西幕下53枚目 3–4            | 東三段目2枚目 2–5       | 東三段目30枚目 4–3          |
| 2012年 （平成24年） | 西三段目20枚目 4–3        | 東三段目10枚目 5–2      | 東幕下50枚目 4–3        | 東幕下40枚目 1–6            | 西三段目13枚目 5–2      | 西幕下53枚目 2–5            |
| 2013年 （平成25年） | 西三段目18枚目 5–2        | 東幕下54枚目 2–5        | 東三段目22枚目 3–4      | 西三段目36枚目 5–2          | 西三段目12枚目 4–3      | 西三段目筆頭 3–4            |
| 2014年 （平成26年） | 西三段目11枚目 3–4        | 西三段目24枚目 6–1      | 西幕下43枚目 0–7        | 西三段目18枚目 3–4          | 西三段目34枚目 3–4      | 東三段目52枚目 4–3          |
| 2015年 （平成27年） | 西三段目35枚目 4–3        | 東三段目22枚目 3–4      | 西三段目45枚目 3–4      | 東三段目62枚目 5–2          | 西三段目35枚目 3–4      | 西三段目57枚目 2–5          |
| 2016年 （平成28年） | 東三段目79枚目 5–2        | 西三段目48枚目 4–3      | 東三段目31枚目 3–4      | 西三段目45枚目 5–2          | 西三段目21枚目 3–4      | 東三段目38枚目 5–2          |
| 2017年 （平成29年） | 東三段目11枚目 1–6        | 西三段目44枚目 3–4      | 東三段目65枚目 4–3      | 東三段目45枚目 4–3          | 西三段目31枚目 4–3      | 東三段目19枚目 3–3–1        |
| 2018年 （平成30年） | 東三段目37枚目 5–2        | 西三段目10枚目 2–5      | 東三段目33枚目 5–2      | 東三段目9枚目 2–5           | 東三段目32枚目 3–4      | 東三段目45枚目 4–3          |
| 2019年 （平成31年 /令和元年） | 西三段目34枚目 引退 0–2–5 | x                       | x                       | x                           | x                       | x                           |
| 各欄の数字は、「勝ち-負け-休場」を示す。 優勝 引退 休場 十両 幕下 三賞：敢=敢闘賞、殊=殊勲賞、技=技能賞 その他：★=金星 番付階級：幕内 - 十両 - 幕下 - 三段目 - 序二段 - 序ノ口 幕内序列：横綱 - 大関 - 関脇 - 小結 - 前頭（「#数字」は各位内の序列） |                           |                         |                         |                             |                         |                             |

## 改名歴
- 青木 圭史（あおき よしふみ） 1999年3月場所
- 琴社 圭史（ことやしろ よしふみ） 1999年5月場所 - 2006年3月場所
- 琴鳳 圭史（ことおおとり よしふみ） 2006年5月場所 - 2019年1月場所